# PRKCH
PRKCH‏ (Protein kinase C eta) هوَ بروتين يُشَفر بواسطة جين PRKCH في الإنسان.